# الفضي (مأرب)

تعديل مصدري - تعديل

الفضي هي إحدى قرى عزلة ال شبوان بمديرية مأرب التابعة لمحافظة مأرب، بلغ تعداد سكانها 867 نسمة حسب تعداد اليمن لعام 2004.